# Amba Alagi
Der Amba Alagi (3438 m) ist einer der höchsten Berge Äthiopiens. Er liegt zwischen Dese und Mek’ele, etwa 15 km nördlich des Ortes Maychew.